# Save
Save je 143 km dolga reka v južni Franciji, levi pritok Garone.
Njen izvir se nahaja v severnem vznožju Pirenejev, južno od Lannemezana. Od tam teče proti severovzhodu skozi naslednje departmaje in kraje:
- Hautes-Pyrénées: Lannemezan,
- Haute-Garonne: L'Isle-en-Dodon,
- Gers: Lombez, Samatan, L'Isle-Jourdain,
- Haute-Garonne: Grenade,

Med L'Isle-en-Dodonom in Lombezom se vanjo z leve strani izliva njen največji pritok Gesse, dolg 52 km. V reko Garono se izliva pri kraju Grenade, severno od Toulousa.